# Rodenhof

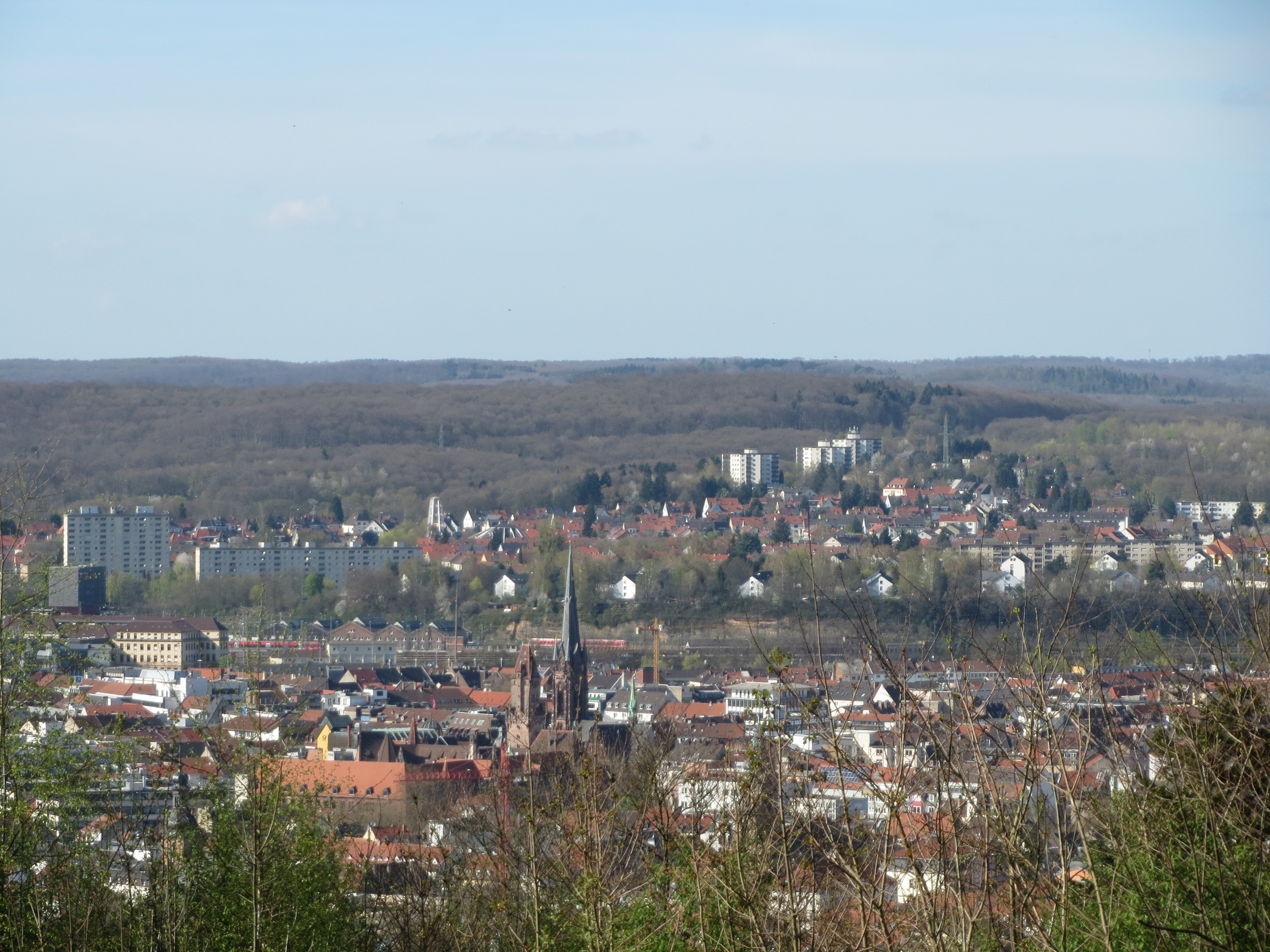
Blick auf den Rodenhof mit St. Johann im Vordergrund

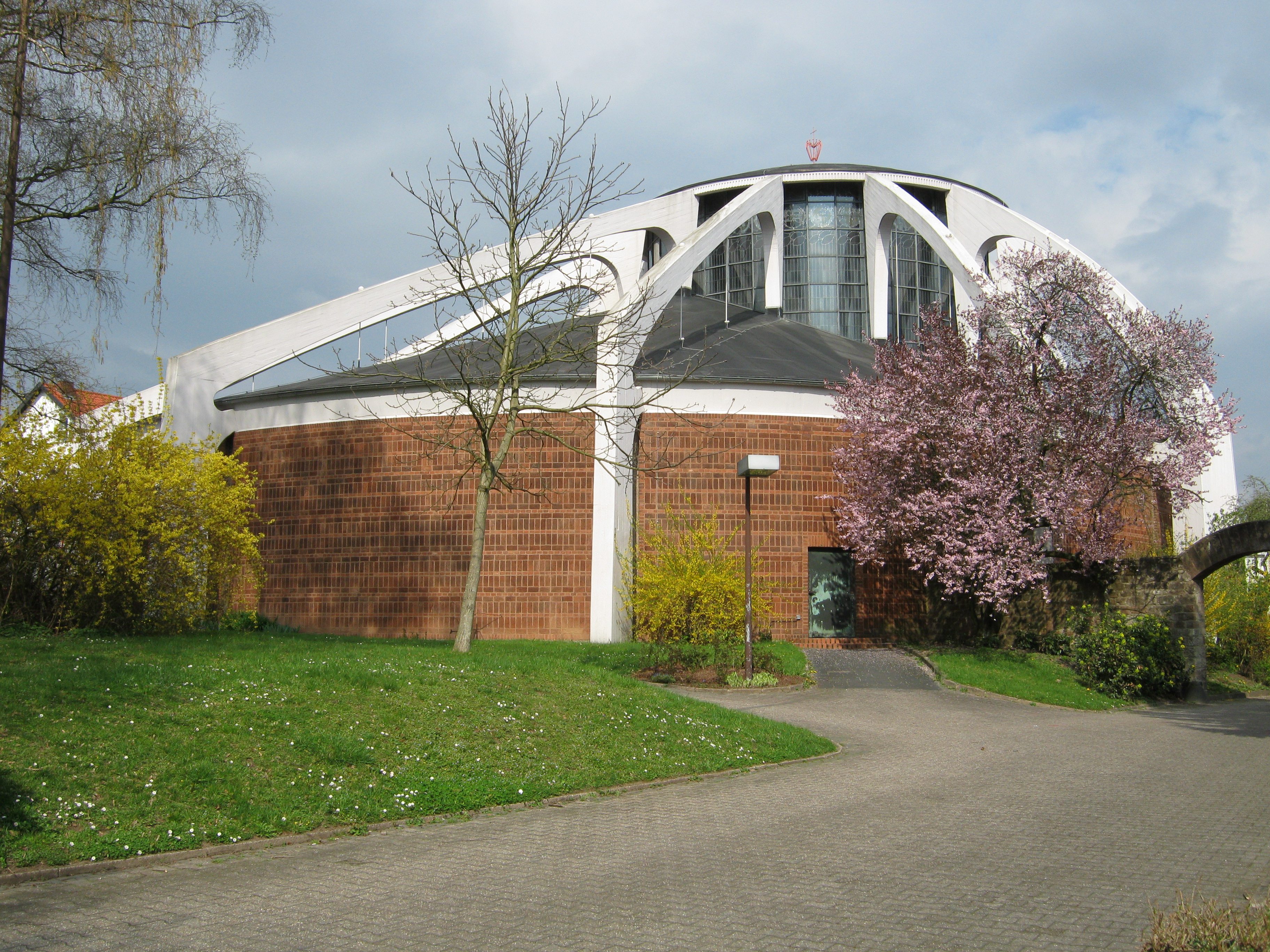
Pfarrkirche St. Albert von Gottfried Böhm

Der Rodenhof ist ein Distrikt des Saarbrücker Stadtteils Malstatt. Seine Ursprünge reichen bis ins 18. Jahrhundert zurück, als hier das landwirtschaftliche Gut Rodenhof errichtet wurde, das sich zu einem beliebten Ausflugsziel der Saarbrücker entwickelte. Ab etwa 1893 errichtete die Eisenbahner-Wohnungsbaugenossenschaft (EWBG) die ersten Gebäude. Der nordwestliche Teil wurde nach dem Ersten Weltkrieg mit Ein- und Mehrfamilienhäusern bebaut. 
Der Rodenhof befindet sich im nördlichen Teil Malstatts hinter dem Bahnhofsgelände. Hier entstand auf ehemaligem Bahngelände das neue „Quartier Eurobahnhof“. Der Rodenhof ist geprägt durch Mehrfamilienhäuser, die zu einem Großteil von der EWBG verwaltet werden.
Im Ludwigsparkstadion trägt der 1. FC Saarbrücken seine Heimspiele aus. Weitere markante Gebäude sind die Saarlandhalle sowie die Pfarrkirche St. Albert aus dem Jahr 1953 von Gottfried Böhm.
Der Rodenhof erlitt im Krieg durch seine direkte Nähe zum Saarbrücker Hauptbahnhof massenhaft Kollateralschäden. Noch heute werden hin und wieder Blindgänger bei Bauarbeiten gefunden; daher mussten die Bewohner dieses Stadtteils schon des Öfteren evakuiert werden.